# エリザベス・F・ニューフェルド
エリザベス・フォンダル・ニューフェルド（Elizabeth Fondal Neufeld、1928年9月27日 - ）は、フランス生まれのアメリカ合衆国の遺伝学者である。ヒトの代謝性疾患の遺伝的基礎（先天性代謝異常症）に関する研究を行っている。

## 生涯
ニューフェルドは1928年9月27日にパリでロシア系ユダヤ人の家庭に生まれた。1940年、フランス占領したナチスからの迫害から逃れるために一家で渡米し、ニューヨークに居住した。ニューフェルドは1948年にクイーンズ大学を卒業した。大学卒業後はメイン州バーハーバーのジャクソン研究所で研究助手となり、マウスの血液疾患を研究した。その後、カリフォルニア大学バークレー校大学院に入学し、ヌクレオチドと複合糖質の研究で1956年にPh.D.を取得した。
ニューフェルドは米国科学アカデミーとアメリカ哲学協会の会員である。1977年にアメリカ芸術科学アカデミーの会員に選出された。1988年にウルフ賞医学部門、1982年にラスカー賞、1994年に「ライソゾーム病の研究により、基礎科学と応用科学の強い結びつきを示した」ことによりアメリカ国家科学賞を受賞した。
1984年にカリフォルニア大学ロサンゼルス校の生物化学科長に就任し、2004年に退任した。

## 私生活
1951年にベンジャミン・S・ニューフェルドと結婚し、子供を2人もうけた。

## 主要な論文
Ohmi K, Greenberg DS, Rajavel KS, Ryazantsev S, Li HH, Neufeld EF., (2003), "Activated microglia in cortex of mouse models of mucopolysaccharidoses I and IIIB." Proceedings of the National Academy of Sciences of the United States of America. 100: 1902-7. PMID 12576554, doi:10.1073/Pnas.252784899
Elizabeth F. Neufeld, W.Z. Hassid,(1963), "Biosynthesis of Saccharides from Glycopyranosyl Esters of Nucleotides (“Sugar Nucleotides”), Editor(s): Melville L. Wolfrom, R. Stuart Tipson, Advances in Carbohydrate Chemistry,Academic Press,Volume 18,1963,Pages 309-356,ISSN 0096-5332,ISBN 9780120072187 , doi:10.1016/S0096-5332(08)60246-5.

## 主な受賞歴
- 1975年 - ディクソン賞医学部門
- 1982年 - ラスカー・ドゥベーキー臨床医学研究賞
- 1982年 - ウィリアム・アラン賞
- 1984年 - エリオット・クレッソン・メダル
- 1988年 - ウルフ賞医学部門
- 1994年 - アメリカ国家科学賞